# Vincenzo Leggieri
Vincenzo Leggieri (Venosa, 17 gennaio 1924 – 8 febbraio 2013) è stato un politico e saggista italiano.
Laureato in Medicina, intraprende le attività di medico chirurgo e primario. È autore di diversi saggi e poesie, apprezzati da numerosi studiosi della letteratura. Nel 1944 si iscrive nella Democrazia Cristiana ed è eletto sindaco di Venosa per tre mandati. Nel 1972 riceve la nomina di senatore durante la VI Legislatura.
Nel 1986 gli è stato conferito dall'Amministrazione Comunale di Pomarico (MT), il Premio LucaniaOro per il Sociale.

## Alcune opere
- Basilicata terra amara, Bardi, Roma (1973)
- Un servizio per la famiglia, Bardi, Roma (1975)
- Si fa sera, Osanna, Venosa (1984)
- Clessidra, Osanna, Venosa (1989)
- Cinquant'anni di vita democratica, Osanna, Venosa (2001)
- Con lo pseudonimo di Zeno Levis, Panda, Padova (2001)
- Emanuele Virgilio. Vescovo di frontiera, Osanna, Venosa (2005)